# Voeltzkowia
Voeltzkowia is een geslacht van hagedissen uit de familie skinken (Scincidae).

## Naam en indeling
De groep werd voor het eerst wetenschappelijk beschreven door Oskar Boettger in 1893.
Er zijn drie soorten, inclusief de pas in 2012 wetenschappelijk beschreven soort Voeltzkowia mobydick. Vroeger was het soortenaantal hoger maar een aantal voormalige soorten wordt tegenwoordig tot het geslacht Grandidierina gerekend. Verschillende soorten werden eerder bij het niet langer erkende geslacht Sirenoscincus ingedeeld. De wetenschappelijke geslachtsnaam Voeltzkowia is een eerbetoon aan de Duitse natuuronderzoeker Alfred Voeltzkow (1860 – 1947).

## Uiterlijke kenmerken
Alle soorten hebben een wormachtig uiterlijk. De soort Voeltzkowia mira heeft geen voor- of achterpoten, geen ogen en geen gehooropeningen. Voeltzkowia mobydick heeft geen achterpoten, flipperachtige voorpoten en sterk gedegenereerde ogen. Voeltzkowia yamagishii bezit geen ogen of gehooropeningen en heeft geen achterpoten. De voorpoten zijn sterk gereduceerd en dragen vier vingers.

## Verspreiding en habitat
Alle soorten komen endemisch voor op het Afrikaanse eiland Madagaskar.
De habitat bestaat uit begroeide gebieden zoals droge bossen met een losse bodem zodat de hagedissen makkelijk kunnen graven. De vrouwtjes zetten eieren af op de bodem.
Door de internationale natuurbeschermingsorganisatie IUCN is aan één soort een beschermingsstatus toegewezen. Voeltzkowia mira wordt als 'bedreigd' beschouwd (Endangered of EN).

## Soorten
Het geslacht omvat de volgende soorten, met de auteur en het verspreidingsgebied.
| Naam                   | Auteur                                                       | Verspreidingsgebied       |
| ---------------------- | ------------------------------------------------------------ | ------------------------- |
| Voeltzkowia mira       | Boettger, 1893                                               | Noordwestelijk Madagaskar |
| Voeltzkowia mobydick   | Miralles, Anjeriniaina, Hipsley, Müller, Glaw & Vences, 2012 | Noordwestelijk Madagaskar |
| Voeltzkowia yamagishii | Sakata & Hikida, 2003                                        | Noordwestelijk Madagaskar |